# Problepsis mitis
Problepsis mitis är en fjärilsart som beskrevs av Joannis 1932. Problepsis mitis ingår i släktet Problepsis och familjen mätare. Inga underarter finns listade i Catalogue of Life.